# Razbojna (distrikt i Burgas)
Razbojna (bulgariska: Разбойна) är ett distrikt i Bulgarien.   Det ligger i kommunen Obsjtina Ruen och regionen Burgas, i den östra delen av landet, 300 km öster om huvudstaden Sofia.
Trakten runt Razbojna består till största delen av jordbruksmark. Runt Razbojna är det ganska tätbefolkat, med 160 invånare per kvadratkilometer.